# Littérature indienne
 (février 2010).
Si vous disposez d'ouvrages ou d'articles de référence ou si vous connaissez des sites web de qualité traitant du thème abordé ici, merci de compléter l'article en donnant les références utiles à sa vérifiabilité et en les liant à la section « Notes et références ».
 (février 2010).
 (septembre 2024).
La littérature indienne est riche de son très ancien corpus de contes et d'épopées, et d'une littérature moderne et contemporaine, d'une grande diversité linguistique. En effet, l'Inde compte vingt-deux langues dites nationales et deux langues officielles, une grande quantité d'œuvres a été produite, dans ces différentes langues, au fil du temps. Les formes orale et écrite sont aussi importantes l'une que l'autre.
La littérature traditionnelle hindoue tient une grande place dans la culture indienne. Ainsi, hormis les Veda qui sont des textes sacrés autant qu'un corpus de connaissance, l'Inde a produit des épopées comme le Ramayana ou le Mahâbhârata, des traités d'architecture comme le Vastu shastra ou bien encore des traités de science politique comme l'Arthaśhâstra.
Le théâtre dévotionnel hindou, la poésie et les chansons se retrouvent dans tout le sous-continent indien. Parmi les œuvres les plus fameuses, on compte celles de Kâlidâsa, poète et dramaturge de la fin du IVe siècle, ou de Tulsîdâs, poète et philosophe du XVIe siècle, auteur du Râmcharitmânas, une épopée à la gloire de Rāma.
On notera l'existence continue d'une littérature classique, composée dans l'une des langues classiques de l'inde (sanskrit, tamoul classique, etc.), préservée et transmise à travers plusieurs siècles (ou plusieurs millénaires), généralement dans le cadre d'une situation de diglossie où coexistent une langue savante et une langue vernaculaire.
On peut distinguer plusieurs littératures indiennes.

## Littérature en sanskrit
(février 2015).
- Littérature sanskrite, poésie épique indienne (en)

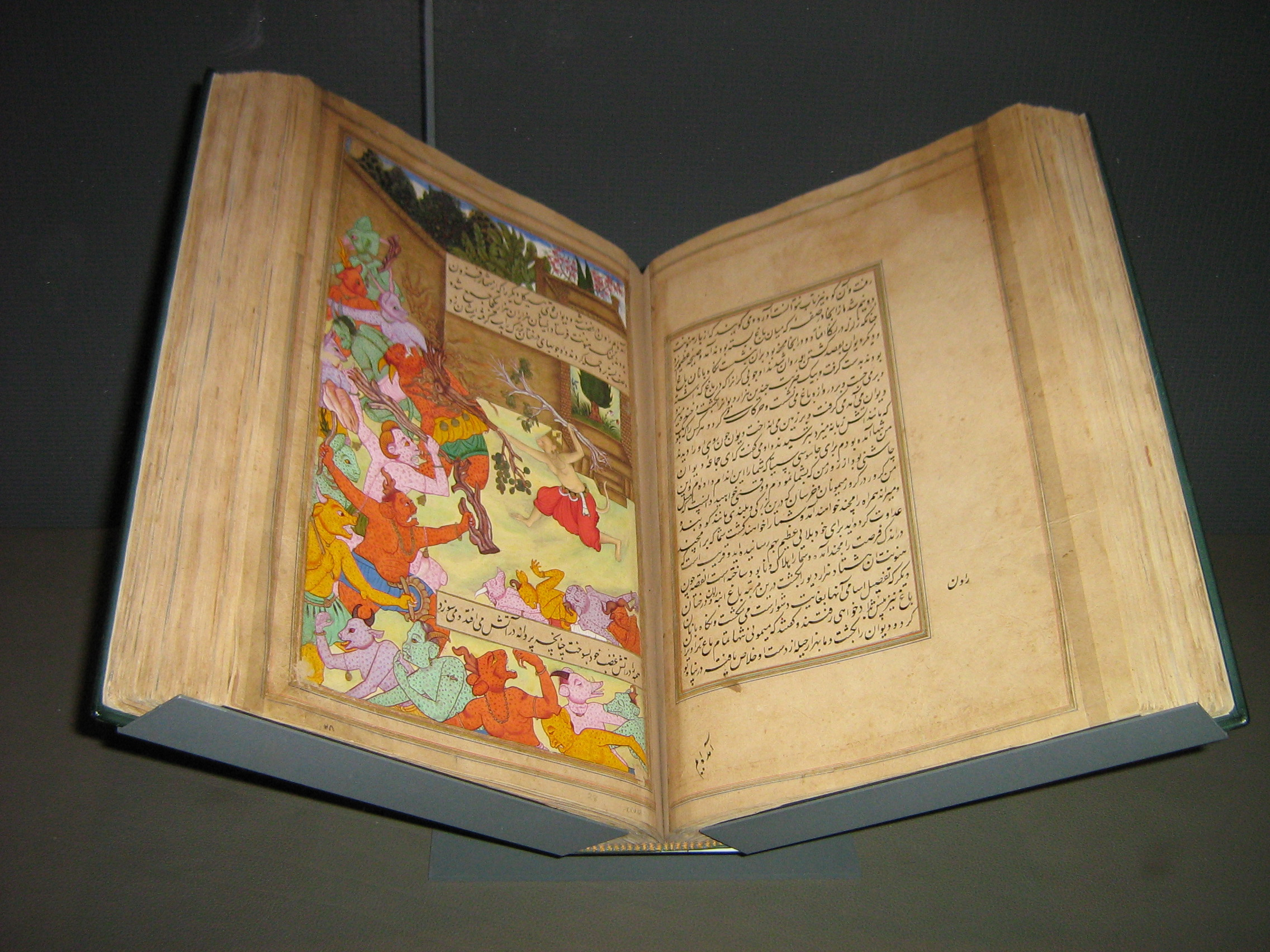
Manuscrit d'une version persane du Ramayana, fin du XVIe siècle.

Les œuvres les plus fameuses sont des textes sacrés hindous (les Veda -dont les hymnes védiques-, les Upanishad, le Mânavadharmaśhâstra) mais aussi de grandes épopées (le Ramayana et le Mahabharata).
C'est le grammairien Pânini qui fixa, dans son traité intitulé Ashthâdhyâyî, les règles de la grammaire, de la phonétique et de la phonologie du sanskrit, et ce, avant le début de l'ère chrétienne.
Kâlidâsa, considéré comme le Shakespeare du sanskrit, a écrit des pièces très fameuses comme Râghuvamśha ou Shâkuntalâ.
On peut également citer les œuvres des dramaturges Shûdraka (Mrichhakatikâ), Bhâsa (Pancharâtra, Pratimânâtaka, Svapnavâ-savadattâ, Bâlacarita) et du roi Harshavardhana (Ratnâvalî). D'autres œuvres célèbres ont aussi été écrites en sanskrit comme le Kâmasûtra de Vâtsyâyana, les traités sur l'art de la politique (Chânakyanîtishâstra, Vriddhachânakya…) de Chânakya ou un fameux traité d'hippologie (Ashvavaidyaka) de Jayadatta.

## Littérature en prâkrit
Le prâkrit le plus fameux est le pāli dans lequel ont été écrites de nombreuses œuvres telles que des écrits philosophiques ou religieux, notamment bouddhistes, de la poésie ou encore des traités de grammaire.
Cependant, les suttas (mot équivalent au sanskrit sûtra) du canon pāli du bouddhisme ne sont pas œuvres littéraires comme nous les entendons aujourd'hui ; ces suttas sont en effet des discours qui ont été transmis sous forme orale pendant plusieurs centaines d'années avant d'être couchés sur le papier (voir aussi l'article sur les textes du bouddhisme).
- Dhammapada, Tripitaka (ou Canon Pali), Sutta Pitaka
- Littérature pali (en)
- Textes bouddhiques anciens, Tripitaka (canon pali)

## Littérature en tamoul classique
Le tamoul est considéré (après le sanskrit) comme la deuxième langue classique de l'Inde. Le gouvernement de l'Inde vient d'ailleurs, en 2004, de lui accorder le statut officiel de « Classical Language ». Il possède une riche littérature qu'on ne peut malheureusement pas dater avec précision, les feuilles de palmier sur lesquelles elle a été transmise (par copies successives) ne pouvant pas survivre plus de 300 ans dans les conditions climatiques de l'Inde du Sud. Certains affirment que la littérature tamoule est vieille de plus de 2500 ans, mais les seules choses qui peuvent être datées avec précision sont les traces épigraphiques.
Il est également souvent affirmé que l'œuvre la plus ancienne est un traité de Grammaire et de Poétique, le Tolkāppiyam (attribué à Tolkāppiyaṉār), mais il est possible que le Tolkāppiyam tel que nous l'avons aujourd'hui soit l'aboutissement d'un processus d'accrétion, où des parties composées par des auteurs distincts auraient été regroupées par un ultime rédacteur.
L'âge d'or de cette littérature, et notamment la poésie, se situe probablement entre le Ier siècle et le IVe siècle mais peu de choses sont connues de façon certaine. Un récit de caractère légendaire, qui se trouve dans l'introduction du commentaire sur le Kaḷaviyal eṉṟa Iṟaiyaṉār Akapporuḷ, explique que les poètes se réunissaient en académies appelées caṅkam (prononcer « sangam »). C'est pourquoi on désigne souvent aujourd'hui la littérature tamoule classique par le nom de « Littérature du Sangam ». Les textes qui la composent sont d'inspiration non-religieuse pour la plupart. Ils ont été réunis en anthologies à une date mal déterminée. Ces anthologies ont elles-mêmes été regroupées en une super-anthologie, qui est appelée Eṭṭut Tokai « Les Huit Recueils ». Dans le même ordre d'idées, on peut citer aussi d'autres regroupements d'œuvres comme les Pattup Pāṭṭu « Dix (longs) Chants » et les Patiṉeṇ Kīḻkkaṇakku, un recueil de 18 œuvres dont la plus célèbre est le Kuṟaḷ.
Ce n'est qu'à partir du VIe siècle que la littérature s'est inspirée de la religion, notamment au travers des cultes de Shiva ou de Vishnou.

## Littérature en tamoul moderne
On fait généralement commencer la littérature tamoule moderne au XIXe siècle. Une des conditions qui l'ont rendue possible a été la libre utilisation de l'imprimerie qui n'avait été jusque-là utilisée que par les missionnaires et le gouvernement colonial.
Alors que la littérature classique était (en fait sinon en intention) réservée à une élite lettrée, ne pouvait être comprise que grâce à un entraînement spécial et fonctionnait dans un système de diglossie, la littérature moderne pourrait sans doute se caractériser par le fait qu'elle visait un public différent, beaucoup plus vaste, bien qu'elle ait pendant très longtemps utilisé exclusivement le tamoul formel. Le XXe siècle verra l'apparition du tamoul parlé (dialectal ou standard) tout d'abord dans les dialogues et parfois dans la narration.

## Littérature en hindi

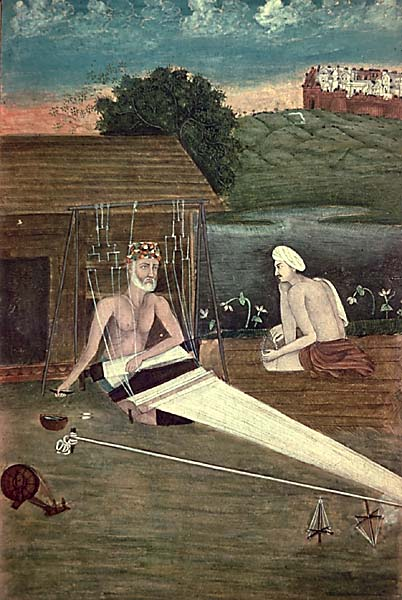
Kabîr avec un disciple (1825)

### Littérature classique
La littérature en hindi est abondante dès le XIe siècle, bien que la langue ne soit encore qu'un dialecte. Le premier texte littéraire considéré comme important est le Prithirâj Râsau, écrit par Chand Bardâî au XIIe siècle. Il faut attendre le XVe siècle pour que la langue soit fixée, notamment par les œuvres des philosophes Kabîr ou Râmânanda.

### Littérature moderne

#### Chhâyâvâd
La littérature moderne a, quant à elle, connu différents mouvements comme le Chhâyâvâda - école dite « ombriste » - désignant la poésie symboliste des années 1920 et 1930

#### Pragativâd
Le Pragativâda, ou école des progressistes, influencé par le réalisme social d'inspiration marxiste, nait à la fin des années 1930. Les écrivains de ce mouvement, fortement imprégnés de l'esprit gandhien, décrivent les réalités rurales de leur époque sans aucune complaisance. La mise en lumière de l'exploitation des classes paysannes, la dénonciation de leurs conditions de travail font l'objet de longues descriptions.
Les écrivains progressistes se réunissent pour la première fois à Lucknow en 1936. Ce congrès est dirigé par le célèbre romancier Munshi Premchand. Dénoncer les injustices sociales de l'Inde rurale devient le but explicite de cette nouvelle génération d'écrivains.

#### Prayogvâd
L'école expérimentaliste ou en hindi "prayogvâd", fondé par Agyeya, va à la découverte de l'existentialisme de Sartre et Camus.

#### Naî kavîtâ
Le mouvement de la "Nai kavita" (Nouvelle poésie) naît sous la bannière du poète, nouvelliste et romancier Agyeya avec la publication en 1943 d'un recueil de textes de 7 jeunes poètes inédits, le "Tar saptak" (ou octave supérieure), qui prônent ensemble une rupture des codes esthétiques et thématiques classiques. Le mouvement s'inspire à la fois des innovations formelles instituées par le poète T.S. Eliot et des revendications « individuelles » du mouvement de l'expérimentalisme (Prayogvâd). Les poètes les plus représentatifs du mouvement sont Agyeya, Kedarnath Singh, Kunwar Narayan, Muktibodh et S.D. Saxena.

#### Naî kahânî
Elagement écrit Nayi Kavita. Dans les années 1950, le mouvement novateur de la Naî Kahânî, littéralement la « nouvelle nouvelle », bénéficie d'un impact considérable dans le champ littéraire. L'une des plus importantes figures de ce mouvement est le célèbre romancier, nouvelliste et dramaturge Mohan Rakesh.

## Littérature en bengali

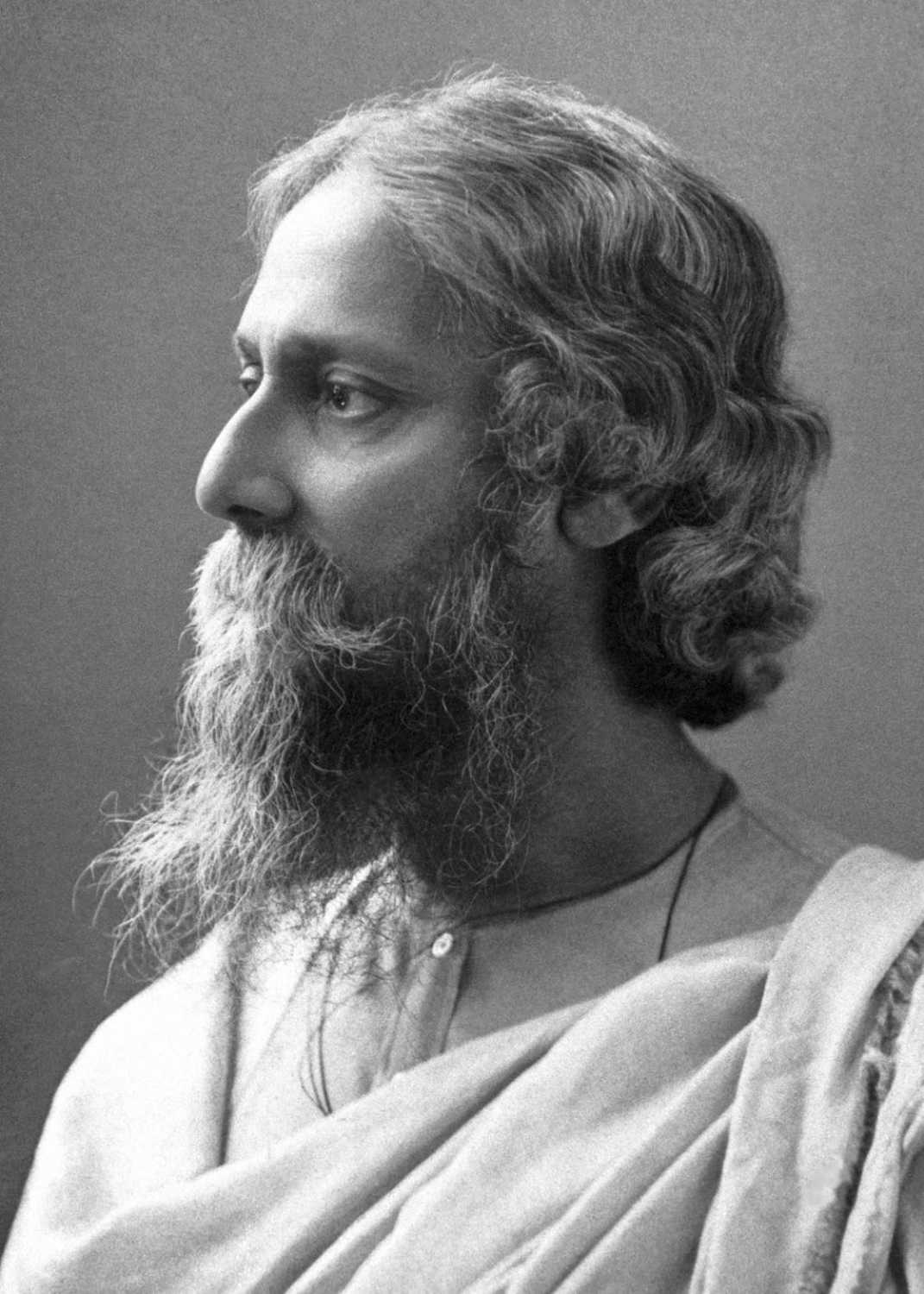
Rabindranath Tagore

- Littérature en bengali (version anglaise)
- Poésie en bengali (en)
- Romans en bengali (en)
- Théâtre bengali (en)

Autour du Xe siècle, sont écrites les premières œuvres en bengali, essentiellement des textes d'inspiration religieuse, comme la Gîta Govinda. Du XIIe siècle au XIVe siècle, l'occupation musulmane porte un coup d'arrêt à la création littéraire. Mais à partir du XIVe siècle, alors que le sanskrit est la langue des écrits religieux, le bengali devient la langue de la connaissance, avec des auteurs comme Krittibâs, Mâlâdhara Basu ou encore Khâshirâm Dâs.
Entre le treizième et le dix-huitième siècle sont composés des poèmes hindou-bengali, les Mangal-Kāvya, à visée religieuse.
Au XVIIe siècle, la littérature s'inspire du folklore et des divinités locales, et des poèmes (bânchâli) sont chantés par des bardes itinérants, les Bâuls.
Enfin, la colonisation britannique exerce une influence certaine sur la littérature bengalie qui se fait plus « engagée », avec notamment Rabindranath Tagore qui reçoit le prix Nobel de littérature en 1913.
Lokenath Bhattacharya, poète bengali (que Henri Michaux fait découvrir en Europe), est un grand admirateur de la littérature française. Il a vécu en France jusqu'à son décès en 2001.
Malay Roy Choudhury est un poète et essayiste bengali, né près de Patna, Indien, le 29 octobre 1939. Il se fait d'abord connaître comme membre du mouvement de la Hungry generation, écrivant dans sa langue maternelle mais aussi en anglais.

## Littérature en ourdou
- Littérature en ourdou (en)
- Poésie ourdou (en)
- Ghazal ourdou (en)
- Liste de poètes en ourdou par siècle (en)
- Dastangoi (en), récit épique oral (dastang)

La littérature en ourdou est surtout connue pour sa poésie, et notamment la forme du ghazal, commune au persan et à l'arabe.
On attribue à Mullâ Vajhî le premier texte poétique écrit en ourdou au XVIIe siècle (Sab Ras). Au XVIIIe siècle, de nombreux poètes faisaient l'admiration des cours mogholes au sein lesquelles l'ourdou était largement répandu.
Au début du XXe siècle, la plupart des écrivains musulmans du Nord de l'Inde écrivaient en ourdou.

## Littérature en pendjabi
- Littérature en pendjabi (en)

Vers le milieu du XVIe siècle, apparaît une littérature pendjabi, essentiellement religieuse.
Ces textes, souvent rédigés sous la forme de questions/réponses, sont appelés Janamsâkhî et sont, pour la plupart, des biographies du gurû Nanak destinées à un large public.
Au fil des années, les écrivains pendjabi délaissent les sujets religieux pour se consacrer à la narration d'épopées sikhs, de récits guerriers, de fables et de contes.

## Littérature en marathi
La littérature marathî est connue depuis le XIIe siècle, notamment par les œuvres des poètes Toukaram (~1600-1650~), Namdev (~1270-1350~) et Jnaneshvara (1275-1296). Elle est surtout célèbre pour ses ballades guerrières (pawada) et ses récits historiques (bakhar).

## Littérature en kannada
La littérature en kannada est issue de trois différents courants religieux :  jaïnisme, vishnouisme, et lingayatisme avec ses écrits de structure poétique appelés vachanas.

## Autres littératures en langues vernaculaires
- Littérature mizo (en) (Inde du Nord-Est)
- Littérature d'Assam (en)  (Inde du Nord-Est)
- Littérature en telugu (en) (Andhra Pradesh)
- Littérature en malayalam (en) (Kerala)
- Littérature du Cachemire (en)
- Littérature en marathi (en) (Maharashtra, Bombay-Mumbaï)
- Littérature des Maldives (en)
- Littérature népali (en) (Népal)
- Littérature Odia (en) (odia, Odisha)
- Littérature du Rajasthan (en)
- Littérature du Sindh (en) (en sindhi, Pakistan et Inde du Nord-Ouest)
- Littérature en kannada (en) (Karnataka)
- Littérature du Gujarat (en)
- Littérature en bhojpuri (en) (Inde du Nord-Est, diaspora)
- Littérature en meitei (en) (Manipur) (Inde du Nord-Est)

Il existerait également une littérature dans les langues bodo, dogri, et sans doute dans d'autres langues, officielles ou non.

## Autres langues
Des écrivains nés d'ascendants indiens, outre la sphère anglophone, ont donné des œuvres reconnues en langue française.
L'originalité de cette écriture née hors des Indes provient du fait que des thèmes nouveaux ont fait leur apparition, surtout dans le traitement de la mer, considérée comme espace de créations nouvelles, alors qu'en tant que kala pani, eaux noires, dans les textes indiens antérieurs, elle est considérée comme tabou, donc chargée d'une symbolique négative. Des auteurs tels que Khal Torabully, Nathacha Appanah, Ananda Devi, Amal Sewtohul, Shenaz Patel ou Umar Timol n'hésitent pas à inscrire de nouvelles références mythologiques, de nouvelles formes linguistiques et de récits singuliers dans leurs textes.
Des visions du monde, issues des voyages des coolies ou d'autres migrants apportent un paradigme nouveau au cœur des Indes littéraires, parmi lesquelles, la coolitude, une poétique forgée sur la mise en relation des Indes avec l'Afrique, la Chine, l'Europe et l'espace arabo-judéo-chrétien.
Aussi, des auteurs nés des migrations sont parmi les plus intéressants de cette littérature de l'entre-deux théorisée dans l'esthétique de la coolitude. On peut citer V. S. Naipaul, Vikram Seth, Arundhati Roy, Salman Rushdie ou Khal Torabully, créateur de ce concept.
- Indian English literature (en)
- Littérature (anglophone) du nord-est de l'Inde (en)

### Littérature moderne en portugais
La présence portugaise en Inde de 1510 à 1961 a produit une littérature lusophone, dite indo-portugaise.
- Francisco Luís Gomes (1829-1869)
- Francisco João "GIP" da Costa (1859-1900)
- Francisco João da Costa (1864-1961)
- Paulino Dias (1874-1919)
- Nascimento Mendonça (1884-1927)
- José da Silva Coelho (en) (1889-1944)
- Laxmanrao Sardessai (en) (1904-1986)
- Adeodato Barreto (en) (1905-1937)
- Ananta Rau Sar Dessai (en) (1910-?)
- Judit Beatriz de Sousa (1920c-1970c)
- Maria Elsa da Rocha (en) (1924-2007), poétesse, nouvelliste
- Epitácio Pais (en) (1928-2009)
- Orlando da Costa (1929-2006)
- Vimala Devi (1932-), poétesse, nouvelliste
- Agostinho Fernandes (en) (1932-2015)
- Carmo de Noronha (?-2009c), Contracorrente (1991), Escavando na Belga (1993), Contos e Narrativas (1997)

### Littérature moderne en anglais

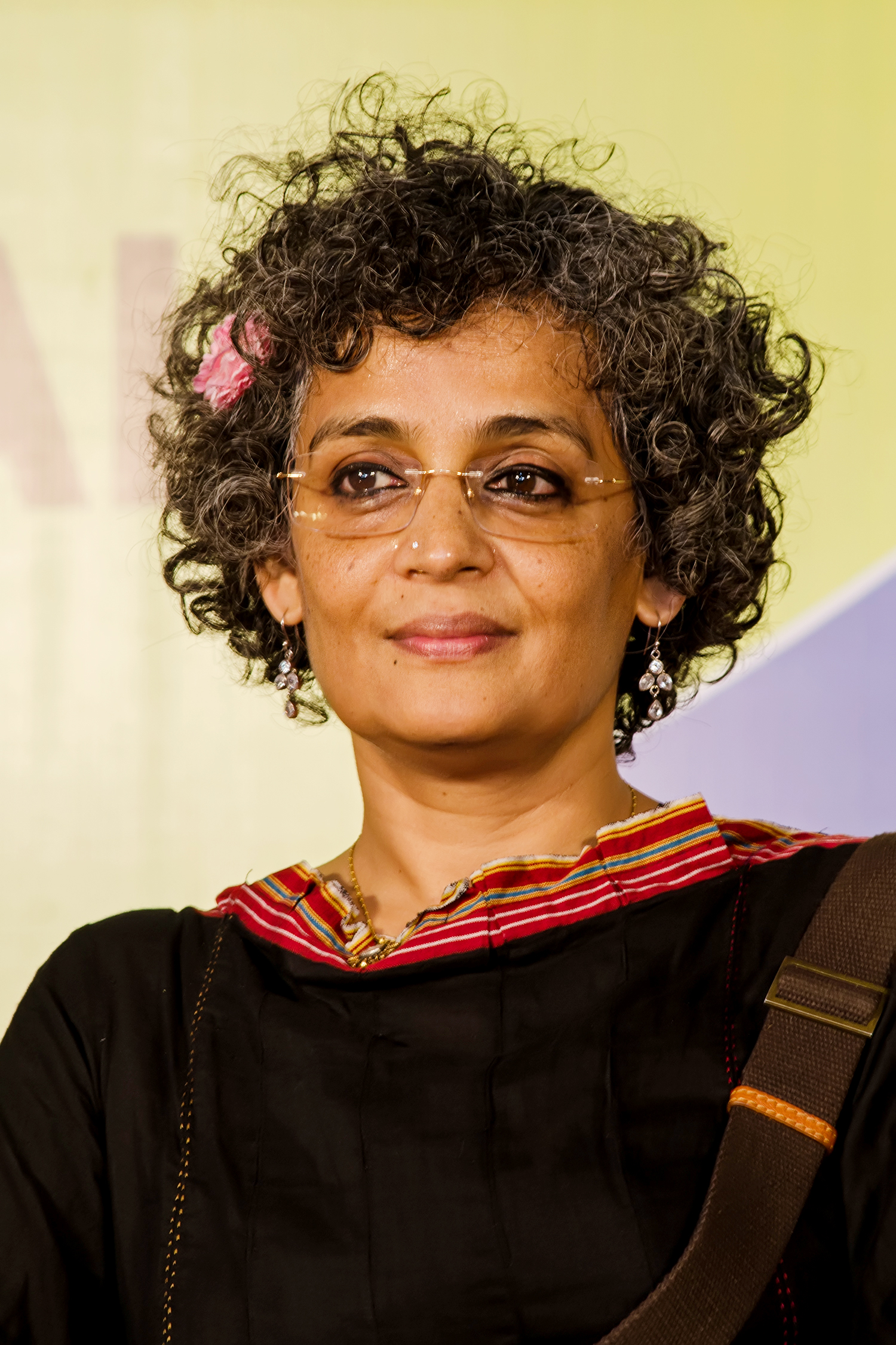
Arundhati Roy

Au XXe siècle, de nombreux écrivains indiens de renommée internationale se sont distingués par leurs récits de fiction en langue anglaise.
On peut citer, parmi d'autres, Toru Dutt, Gita Mehta, Ruskin Bond, Raja Rao, R. K. Narayan, Vikram Seth, Salman Rushdie, Arundhati Roy, Khushwant Singh, Amitav Ghosh, Vijay Singh, Rohinton Mistry, Vikram Chandra, Tarun Tejpal, Mukul Kesavan, Shashi Tharoor, Nayantara Sehgal, Anita Desai, Shashi Deshpande, Jhumpa Lahiri, Anita Nair ou encore Bharati Mukherjee, Anurag Mathur, Abha Dawesar, Kiran Desai, Abraham Verghese.
La littérature anglaise de l'Inde occupe depuis longtemps une place importante dans la littérature anglaise mondiale.
- Littérature indienne en anglais (en)
- Poésie indienne en anglais (en)
- Progressive Writers' Movement

### Littérature moderne en français

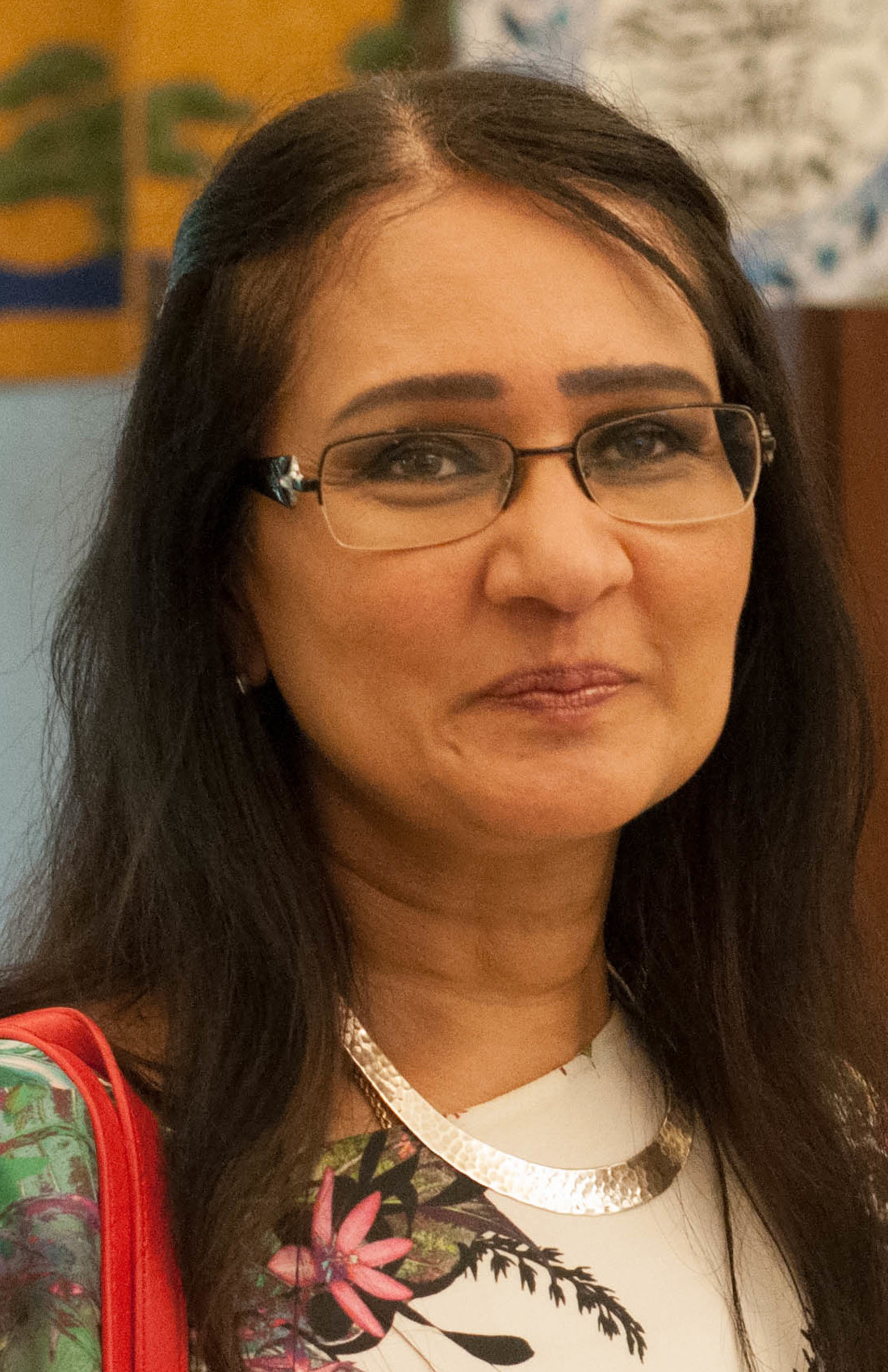
Ananda Devi

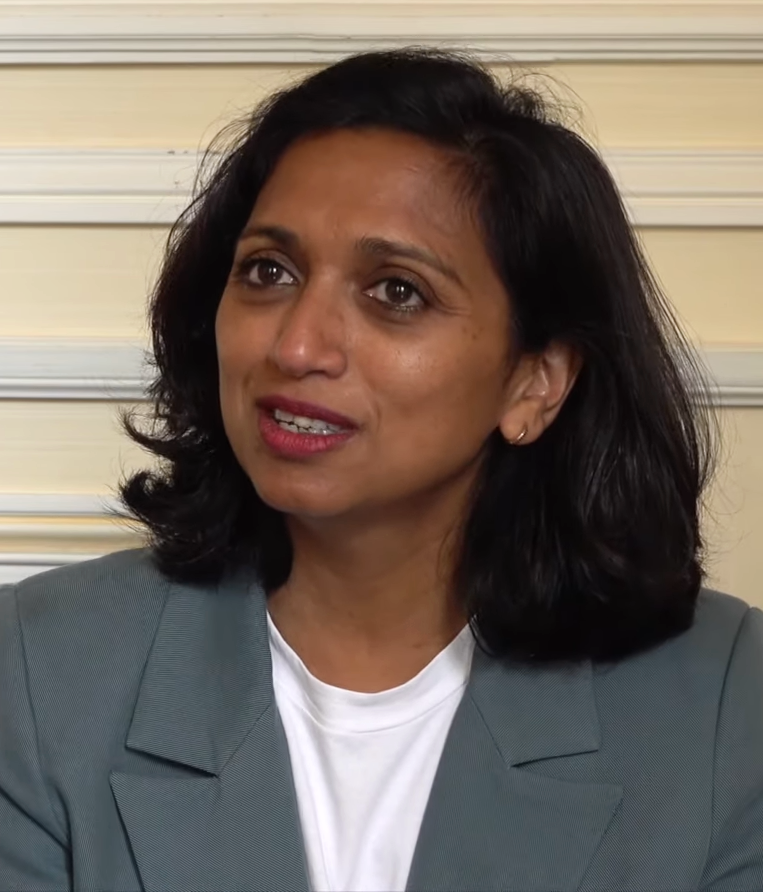
Nathacha Appanah

Des auteurs de parents d'origine indienne ont, ces deux dernières décennies, construit une œuvre originale dans la langue de Molière. On peut citer :
- Issop Banian (1946-)
- Firmin Lacpatia (1946-)
- Khal Torabully (1956-), mauricien
- Ananda Devi (1957-), mauricienne
- Umar Timol (1970-), mauricien
- Yusuf Kadel (1970-), mauricien
- Amal Sewtohul (1971-), mauricien
- Nathacha Appanah (1973-), mauricienne.

## Œuvres
- Œuvres littéraires indiennes
  - Veda, Mahabharata, Ramayana, Upanishad, Bhagavad-Gita, Purana, Tantra, etc.
  - Colloques des simples et des drogues de l'Inde (1563)
  - Hortus Malabaricus (en) (1678-1693)
- List of historic Indian texts (en)
- Timeline of Hindu texts (en)
- List of Indian historical novels (en)
- Liste des livres interdits en Inde (en), Censure en Inde (en)

## Auteurs
- CAtégorie : écrivain indien
- Liste de poètes indiens
- Liste des auteurs indiens écrivant en anglais
- Liste d'écrivains de langue bengali, liste de poètes bengalis (en)
- Liste d'écrivains de langue gujaratie
- Liste d'écrivains de langue odia
- Liste d'écrivains de langue pendjabi
- Liste d'écrivains de langue télougou
- Liste d'écrivains de langue tamil
- Liste d'écrivains indiens anciens (en) (avant 1200)
- Organisations d'écrivains indiens
- Mouvements littéraires indiens (en)

## Institutions
- Sahitya Akademi (1954)
- Literary magazines published in India (en)
  - Little magazine movement (en) (1950-1960)
  - Indian Literature (journal) (en) (1957-)
- Prix littéraires en Inde (par dizaines), Indian literary awards (en)
  - The Hindu Literary Prize (en)
  - Gitanjali Literary Prize (en) franco-indien, depuis 2012
  - Vodafone Crossword Book Award
- List of literary festivals in India (en)

#### Littératures proches
- Maldives : Écrivains maldiviens, Littérature aux Maldives (en)
- Maurice : Littérature de Maurice
- Népal : Littérature népalaise (en), Écrivains népalais
- Bangladesh : Littérature en bengali, littérature populaire au Bangladesh (en), histoire de la littérature au Bangladesh (en), écrivains bangladais, liste d'écrivains du Bangladesh (en)
- Pakistan : Littérature pakistanaise, Écrivains pakistanais
- Sri-Lanka : Littérature srilankaise, Écrivains srilankais
- Afrique du Sud : littérature indienne sud-africaine